# Genoveva Torres Morales
Genoveva Torres Morales (* 3. Januar 1870 in Almenara bei Castellón, Spanien; † 5. Januar 1956 in Saragossa, Spanien) war eine spanische Ordensgründerin und Heilige.

## Leben
Genoveva, die mit 13 Jahren ihr linkes Bein amputieren lassen musste und sich den Rest ihres Lebens mit Krücken fortbewegte, gründete im Jahr 1911 die Schwesternschaft vom Heiligsten Herzen Jesu und von den heiligen Engeln, die auch Angelikanerinnen genannt werden. Die Ordensgemeinschaft begann im Jahr 1912, einen Habit zu tragen, und erhielt 1925 die diözesane Approbation durch den Erzbischof von Saragossa. Im Jahr 1953 wurde sie päpstlich anerkannt und erhielt das Decretum laudis; der offizielle Namen ist Hermanas del Sagrado Corazón de Jesús y de los Santos Ángeles. Die Schwestern führen Heime zur Pflege bedürftiger Frauen. Das Werk breitete sich sehr aus, was Genoveva trotz ihrer Behinderung zu langen Reisen verpflichtete. Ab 1931 widmete sie sich der Erziehung und Bildung des Nachwuchses. Durch den Spanischen Bürgerkrieg verloren die Angelikanerinnen etliche Niederlassungen.
Genoveva wurde von Papst Johannes Paul II. 1995 selig- und am 4. Mai 2003 in Madrid heiliggesprochen.
Ihr Gedenktag in der Liturgie ist der 5. Januar.